# Nikolaus von Rauch

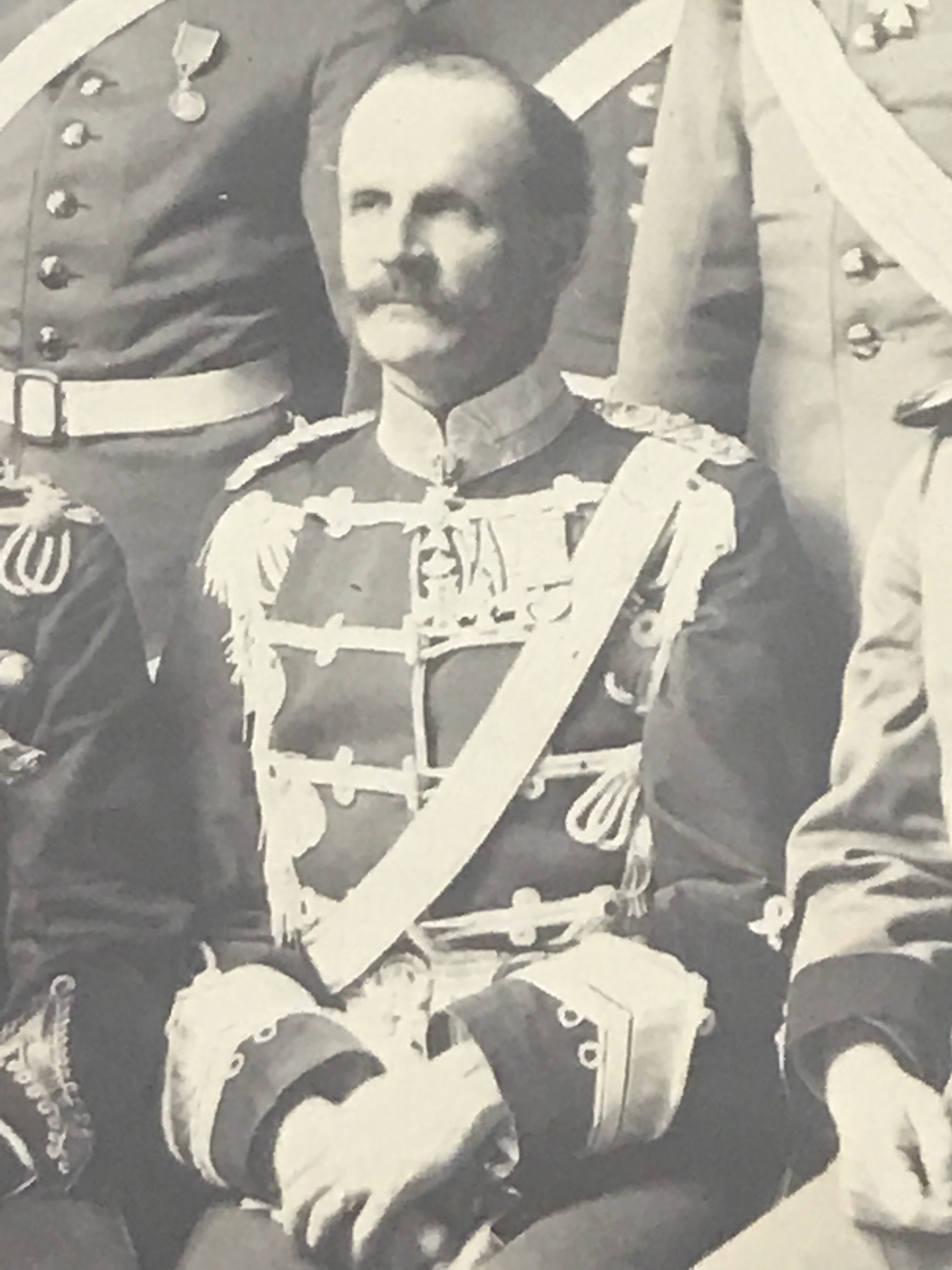
Oberst Nikolaus von Rauch 1901 als Mitglied der Deputation der Preußischen Armee bei den Trauerfeierlichkeiten für Queen Victoria in London

Nikolaus Georg Gustav von Rauch (* 6. Juli 1851 in Berlin; † 28. Juli 1904 in Stolp) war ein preußischer Oberst.

## Leben

### Herkunft
Nikolaus von Rauch entstammte der preußischen Adelsfamilie Rauch. Er war der Sohn des preußischen Generals der Kavallerie Gustav Waldemar von Rauch und dessen russischen Ehefrau Polyxena, geborene von Steritsch (1823–1859), Enkel des preußischen Kriegsministers, Generals der Infanterie und Ehrenbürgers von Berlin Gustav von Rauch und Urenkel des preußischen Generalmajors Bonaventura von Rauch.

### Militärischer Werdegang
Rauch trat 1870 als Portepeefähnrich in das Westfälische Ulanen-Regiment Nr. 5 der Preußischen Armee in Düsseldorf ein. Während des Krieges gegen Frankreich wurde er mit dem Eisernen Kreuz II. Klasse ausgezeichnet und zum Sekondeleutnant befördert. Es folgten Verwendungen als Adjutant der 15. Kavallerie-Brigade in Köln und anschließend der 11. Division in Breslau. 1893 war Rauch als Major Eskadronchef im 2. Hannoverschen Dragoner-Regiment Nr. 16 in Lüneburg. Am 4. April 1899 beauftragte man ihn zunächst mit der Führung des Husaren-Regiments „Fürst Blücher von Wahlstatt“ (Pommersches) Nr. 5. Am 15. Juni 1899 erfolgte seine Ernennung zum Kommandeur. Unter Rauchs Kommando vollzog sein Regiment 1901 den Standortwechsel von Schlawe nach Stolp und er gehörte zur Abordnung der Preußischen Armee bei den Trauerfeierlichkeiten für Queen Victoria in London. Bis Ende April 1902 avancierte er zum Oberst. Mit der Uniform seines Regiments beauftragte man Rauch am 24. April 1904 mit der Führung der 29. Kavallerie-Brigade im elsässischen Mülhausen. 
Nikolaus von Rauch starb wenige Monate später. Wie sein Vater Gustav Waldemar und sein Großvater Gustav von Rauch wurde er auf dem Invalidenfriedhof in Berlin-Mitte bestattet. Sein Grab ist nicht mehr erhalten.

### Familie
Rauch heiratete am 3. Januar 1883 in Detmold Maria von Bodelschwingh (1860–1944). Sie war die Tochter des preußischen Rittmeisters a. D. und Landrats Ernst von Bodelschwingh und dessen Ehefrau Marie, geborene Freiin von Bodelschwingh-Plettenberg, Enkelin des preußischen Finanzministers Carl von Bodelschwingh und Nichte von Pastor Friedrich von Bodelschwingh, dem Begründer der v. Bodelschwinghschen Stiftungen Bethel.
Das Ehepaar hatte sechs Kinder:
- Maria (1883–1976)

I  ⚭ 12. Januar 1905 in Naumburg (Saale) Fritz von Brockhusen, Bankkaufmann, preußischer Leutnant der Reserve (1877–1916)
II  ⚭ 6. Dezember 1920 Arthur Poensgen (1866–1944), preußischer Rittmeister der Reserve und Industrieller, Besitzer des Gutes Mentin
- Polyxena (1884–1959) ⚭ 31. März 1917 in Berlin Dr. jur. Hans Tschirch (1880–1935), Hauptmann der Reserve, Syndikus
- Gustav (1886–1907)
- Elisabeth (Lilly) (1888–1978) ⚭ 28. September 1918 in Berlin Werner von Holtzendorff (1893–1964), preußischer Oberleutnant a. D., Kaufmann
- Sophie (Sonny) (1890–1965) ⚭ 16. Juli 1913 in Berlin Benno von Koschembahr (1869–1939), Besitzer der Rittergüter Lederose und Türpitz im Kreis Strehlen/Schlesien, Kapitänleutnant a. D.
- Erika (1895–1939)[1] ⚭ 2. September 1921 in Berlin Haimo Schlutius (1897–1969), Besitzer der Rittergüter Alt-Schwerin und Karow/Mecklenburg, Major der Reserve

Nikolaus und Maria von Rauchs Tochter Erika Schlutius ist im Schlutius-Mausoleum am Rande des Karower Parks bestattet. Die Grabstätte wurde von Wilhelm Wandschneider in Anlehnung an das Mausoleum des Theoderich in Ravenna zwischen 1911 und 1916 errichtet. 

## Einzelnachweis
1. ↑  Helmut Borth: Automobil durch Mecklenburg. Bewegende Geschichte auf vier Rädern. Hrsg.: BoD - Books on Demand. 2022, ISBN 978-3-7543-7940-0, S. 142.

| Personendaten    | Personendaten                                         |
| ---------------- | ----------------------------------------------------- |
| NAME             | Rauch, Nikolaus von                                   |
| ALTERNATIVNAMEN  | Rauch, Nikolaus Georg Gustav von (vollständiger Name) |
| KURZBESCHREIBUNG | preußischer Oberst                                    |
| GEBURTSDATUM     | 6. Juli 1851                                          |
| GEBURTSORT       | Berlin                                                |
| STERBEDATUM      | 28. Juli 1904                                         |
| STERBEORT        | Stolp                                                 |